# 泰勒斯福爾斯 (明尼蘇達州)
泰勒斯福爾斯（英語：Taylors Falls）是一個位於美國明尼蘇達州奇薩戈縣的城市。

## 人口
根據2020年美國人口普查的數據，泰勒斯福爾斯的面積為10.97平方千米，當中陸地面積為10.21平方千米，而水域面積為0.76平方千米。當地共有人口1055人，而人口密度為每平方千米96人。